# Hakosaari (ö i Kajanaland, Kehys-Kainuu)
Hakosaari är en ö i Finland. Den ligger i sjön Iso-Hakojärvi och Pieni Hakojärvi och i kommunen Hyrynsalmi i den ekonomiska regionen  Kehys-Kainuu  och landskapet Kajanaland, i den centrala delen av landet, 500 km norr om huvudstaden Helsingfors. Öns area är 1 hektar och dess största längd är 220 meter i öst-västlig riktning.